# Верхньокалиновська сільська рада
Верхньокалиновська сільська рада (рос. Верхнекалиновский сельский совет) — муніципальне утворення у складі Камизяцького району Астраханської області, Російська Федерація. Адміністративний центр — селище Верхньокалиновський.

## Географічне положення
Сільська рада розташована в центральній частині району, на лівих берегах річки Камизяк та рукаві Сазанка, що відгалужується від неї на південний схід у районі селища Верхньокалиновський. На півночі територія сільради відмежована єриком Поперечний.

## Історія
Сільська рада була утворена 24 листопада 1942 року рішенням Камизяцького виконкому. Першим головою ради був Нугманов Іслям Саликович. 1944 року сільрада була ліквідована шляхом приєднання до Камизяцької сільської ради (протокол № 44 від 11 вересня). 1949 року згідно з указом президії Верховної Ради РРФСР від 14 грудня № 732/84 сільрада була відновлена. У період 1959–1989 років до сільради була приєднана Жан-Аульська сільська рада.

## Населення
Населення — 1351 особа (2013; 1349 в 2012, 1345 в 2010).
Національний склад:
- росіяни — 882 особи
- казахи — 433 особи
- чеченці — 14 осіб
- українці — 5 осіб
- кумики — 5 осіб
- молдовани — 4 особи
- вірмени — 3 особи
- татари — 2 особи
- калмики — 2 особи
- аварці — 1 особа

## Склад
До складу сільради входять такі населені пункти:
| Населений пункт             | Населення, осіб (2010) |
| --------------------------- | ---------------------- |
| Верхньокалиновський, селище | 1331                   |
| Ямана, селище               | 14                     |

## Господарство
Провідною галуззю господарства виступає сільське господарство, яке представлене 6 селянсько-фермерськими господарствами та 3 сільськогосподарськими підприємствами. У структурі угідь найбільшу площу займає рілля (77,9%), пасовиська займають 13,2% та сінокоси — 4,3%. Тваринництво займається розведенням великої рогатої худоби, свиней, овець, кіз, коней та птахів. Відповідно основною продукцією виступають м'ясо, молоко, шерсть та яйця. Рослинництво займається вирощуванням зернових (в основному рис), овочевих (в основному помідори), картоплі та баштану. У сільраді розвинено рибальство, а щодо рибництва, то з 2011 року будується риборозвідницьке підприємство ТОВ «Аква-Новатор» для розведення таких видів риб як стерлядь, білуга, осетер російський.
Серед закладів соціальної сфери у центрі сільради діють фельдшерсько-акушерський пункт, середня школа на 220 місць, дитячий садочок «Цветик-самоцветик» на 60 місць (відкритий 2012 року), сільський будинок культури на 120 місць, сільська та шкільна бібліотеки. Діють також 3 магазини, їдальня та аптека.
Транспорт у сільраді представлений автомобільною дорогою Астрахань-Камизяк-Кіровський та судноплавній річці Камизяк. У центрі сільради діє пристань та автостанція.